# Łupek metamorficzny
Łupek metamorficzny – pojęcie opisujące grupę skał metamorficznych, wykazujących dobrą łupkowatość (złupkowacenie). Tekstura łupków metamorficznych powstała w wyniku procesów metamorficznych. Łupki metamorficzne powstają zasadniczo w płytszych strefach metamorfizmu. Zwykle przeważa w nich jeden składnik, który nadaje danemu rodzajowi łupka swoje charakterystyczne cechy. Termin łupek krystaliczny ma nieco inne znaczenie.

## Podział ze względu na skład mineralny
- łupki kwarcowe (ł. kwarcytowe)
- łupki kwarcowo-serycytowe
- łupki krzemionkowe
- łupki grafitowe
- łupki serycytowe
- łupki łyszczykowe (ł. mikowe)
- łupki biotytowe
- łupki amfibolowe (ł. amfibolitowe)
- łupki glaukofanowe
- łupki aktynolitowe
- łupki sylimanitowe
- łupki chlorytowe
- łupki talkowe

## Podział ze względu na miejsce występowania
- łupki radzimowickie
- łupki chrośnickie
- łupki mysłowskie
- łupki mikołajowskie
- łupki zdanowskie
- łupki strońskie